# JL Bourg Basket
A Jeunesse laïque de Bourg-en-Bresse, conhecido como JL Bourg ou pelo nome da cidade Bourg-en-Bresse, é um clube profissional de basquetebol baseado em Bourg-en-Bresse, França que atualmente disputa a LNB ProA. Manda seus jogos no Ekinox com capacidade para 3.521 espectadores.

## Histórico de Temporadas
| Temporada | Nível | Liga      | Pos. | J     | PL         | Resultado                  | Copa da França    | Outras competições | Outras competições |
| --------- | ----- | --------- | ---- | ----- | ---------- | -------------------------- | ----------------- | ------------------ | ------------------ |
| 1996-97   | 2     | LNB Pro B | 6    |       |            |                            |                   |                    |                    |
| 1997-98   | 2     | LNB Pro B | 3    | 24-10 |            |                            |                   |                    |                    |
| 1998-99   | 2     | LNB Pro B | 4    | 19-11 |            |                            |                   |                    |                    |
| 1999-00   | 2     | LNB Pro B | 1    | 27-7  |            | Promovido campeão          |                   |                    |                    |
| 2000-01   | 1     | LNB ProA  | 10   | 13-17 |            |                            |                   |                    |                    |
| 2001-02   | 1     | LNB ProA  | 16   | 7-23  |            | Rebaixado                  |                   |                    |                    |
| 2002-03   | 1     | LNB ProA  | 15   | 9-21  |            |                            |                   |                    |                    |
| 2003-04   | 1     | LNB ProA  | 15   | 13-21 |            |                            |                   |                    |                    |
| 2004-05   | 1     | LNB ProA  | 11   | 15-19 |            |                            |                   |                    |                    |
| 2005-06   | 1     | LNB ProA  | 12   | 16-18 |            |                            | Ronda dos 32      |                    |                    |
| 2006-07   | 1     | LNB ProA  | 17   | 8-26  |            | Rebaixado                  | Ronda dos 32      | Semaine des As     | FN                 |
| 2007-08   | 2     | LNB Pro B | 2    | 23-11 | 3-3        | Semifinalista              | Ronda dos 32      |                    |                    |
| 2008-09   | 2     | LNB Pro B | 3    | 23-11 | 3-2        | Semifinalista              |                   |                    |                    |
| 2009-10   | 2     | LNB Pro B | 5    | 21-13 | 1-2        | Quartas de finais          | Ronda dos 32      |                    |                    |
| 2010-11   | 2     | LNB Pro B | 11   | 17-17 |            |                            | Quartas de finais |                    |                    |
| 2011-12   | 2     | LNB Pro B | 9    | 16-18 |            |                            | Ronda dos 32      |                    |                    |
| 2012-13   | 2     | LNB Pro B | 8    | 19-15 | 1-2        | Quartas de finais          | Ronda dos 32      |                    |                    |
| 2013-14   | 2     | LNB Pro B | 2    | 31-13 | 6-1        | Promovido campeão playoffs | Oitavas de finais |                    |                    |
| 2014–15   | 1     | LNB ProA  | 18   | 9-25  |            | Rebaixado                  | Ronda dos 32      |                    |                    |
| 2015–16   | 2     | LNB Pro B | 5    | 20-14 | 1-2        | Quartas de finais          | Oitavas de finais | ProB Leaders Cup   | C                  |
| 2016–17   | 2     | LNB Pro B | 1    | 25-9  | [ nota 2 ] | Promovido campeão          | Oitavas de finais | ProB Leaders Cup   | SM                 |
| 2017-18   | 1     | LNB ProA  | 9    | 17-17 |            |                            | Oitavas de finais |                    |                    |
| 2018-19   | 1     | LNB ProA  | 9    | 19-15 |            |                            |                   |                    |                    |
| 2019-20   | 1     | Elite     | 5    | 16-9  |            |                            |                   | 2 EuroCopa         |                    |
| 2020-21   | 1     | Elite     | 5    | 22-12 | 0-1        | Quartas de finais          |                   | 2 EuroCopa         | T16                |
| 2021-22   | 1     | Elite     | 11   |       |            |                            |                   | 2 EuroCopa         | TR                 |
| 2022-23   | 1     | Elite     | 5    | 19-15 | 2-3        | Semifinais                 |                   | 2 EuroCopa         | OF                 |

## Títulos

### LNB Pro B (segunda divisão)
- Campeão (2):1999-00, 2016-17
- Campeão dos playoffs (1):2013-14

### Semaine des As
- Finalista (1): 2007

### Pro B Leaders Cup
- Campeão (1): 2016